# Collegedale
Collegedale város az USA Tennessee államában, Hamilton megyében. Lakosainak száma 11 109 fő (2020. április 1.).

## Népesség
A település népességének változása:
| Lakosok száma | 8282 | 10 729 | 11 109 |
|               | 2010 | 2014   | 2020   |

## Gazdaság

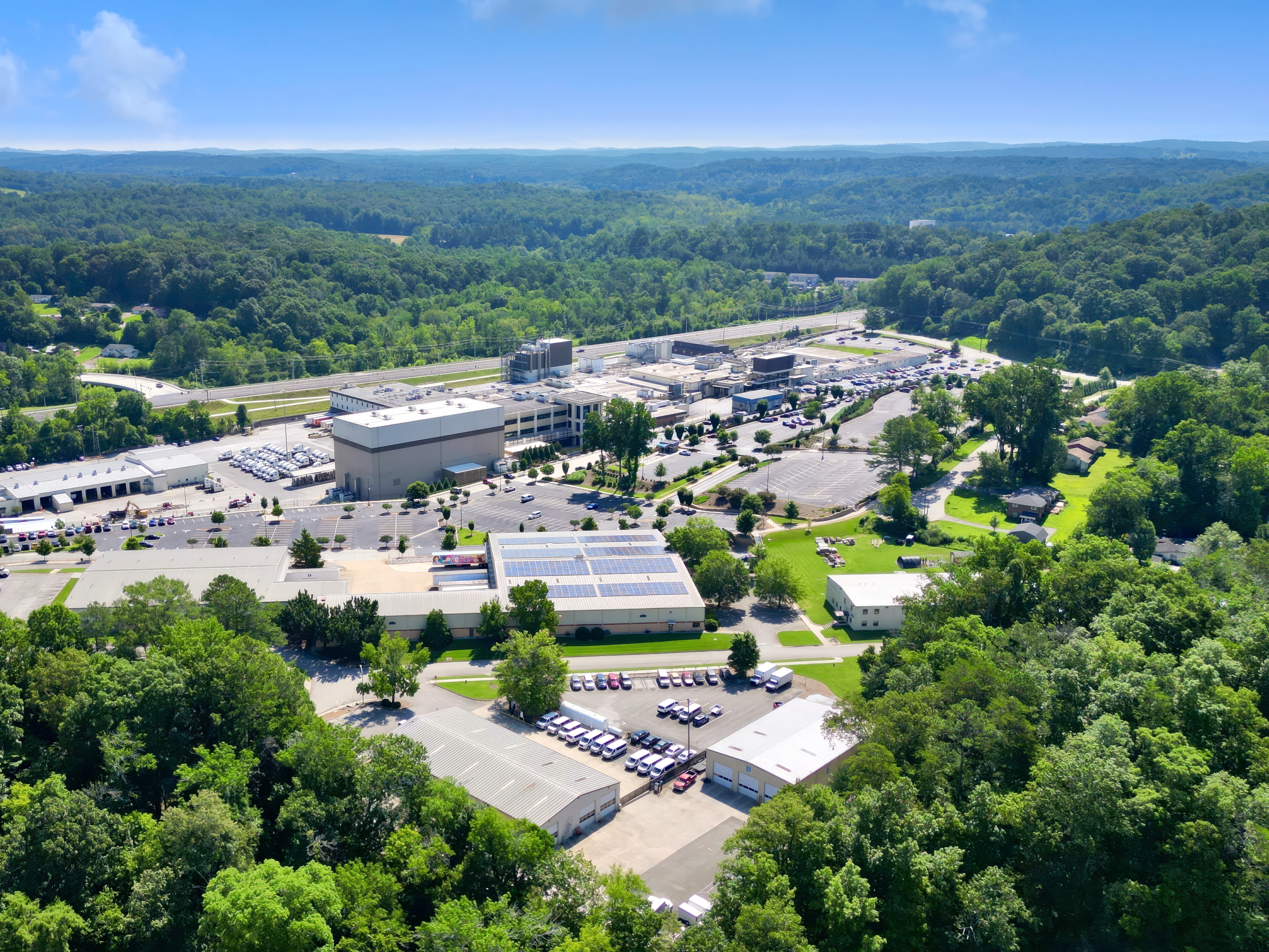
A McKee Foods központja és üzeme

A McKee Foods központja Collegedale-ben található. Az eredetileg 1934-ben Chattanoogában alapított vállalat 1956-ban a Southern Adventist Egyetem campusán található létesítménybe költözött. A McKee Foods a Little Debbie és a Sunbelt snackek gyártója.